# 皮奥焦拉
皮奥焦拉（法語：Pioggiola，法語發音：[pjɔdʒɔla]）是法国上科西嘉省的一个市镇，属于卡尔维区。

## 地理
皮奥焦拉（42°32'12"N, 8°59'54"E）面积18.59 平方千米，位于法国上科西嘉省，该省份位于科西嘉北部，后者为地中海西部的一座岛屿，也是法国的一个单一领土集体，位于法国大陆部分的东南面，意大利半島的西面，最临近的地块是撒丁岛。
与皮奥焦拉接壤的市镇（或旧市镇、城区）包括：卡伦扎纳、费利切托、奥基亚塔纳、奥尔米-卡佩拉、斯佩隆卡托。

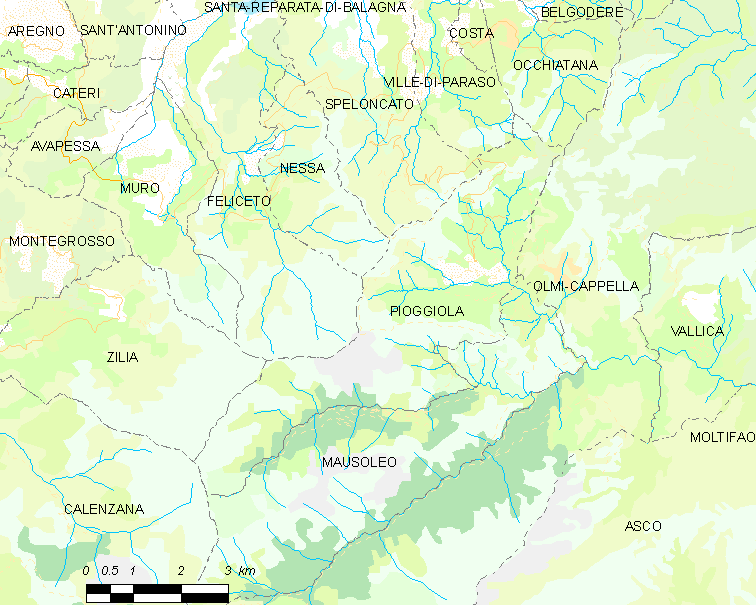
皮奥焦拉的OSM定位图

皮奥焦拉的时区为UTC+01:00、UTC+02:00（夏令时）。

## 行政
皮奥焦拉的邮政编码为20259，INSEE市镇编码为2B235。

## 政治
皮奥焦拉所属的省级选区为利勒鲁斯县。

## 人口

1962-2008年间皮奥焦拉人口变化图示

皮奥焦拉于2022年1月1日时的人口数量为86人。